# Johann Georg Mezger

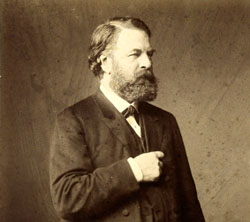
Porträt Johann Georg Mezger, ca. 1882

Johann Georg Mezger (* 22. August 1838 in Amsterdam; † 3. März 1909 in Paris) war ein niederländischer Arzt.

## Leben
Johann Georg Mezger war Kind deutscher Einwanderer, welche aus Württemberg nach Amsterdam kamen.
Ab 1860 studierte er Medizin und war Schüler von Adriaan Heynsius. Seine Promotion schloss er 1868 an der Universität Leiden bei Reinhart Dozy ab.
Anschließend war er für mehrere Jahre Assistenzarzt bei Professor Jan van Geuns (1808–1880) an der Universitätsklinik Amsterdam, welche den Massagetechniken aufgeschlossen gegenüberstand. Mezger praktizierte und verfeinerte seine Technik, sodass er aufgrund des einsetzenden Heilungserfolgs immer mehr Zuspruch erhielt.
Durch Mezgers Erfolg der medizinischen Anwendung der Massage, welche von der Schwedischen Massage des Mediziners Pehr Henrik Ling beeinflusst war, wurde er nach Bonn eingeladen und durfte 1869/70 sein System von Massagetechniken dort vorstellen. Er konnte aber keine wissenschaftliche Betrachtung beibringen, unterrichtete aber Karl von Mosengeil in der Anwendung der Massagetechniken. Erst dieser Karl von Mosengeil konnte die Erfolge der Massage experimentell nachweisen.
1870 hielt Mezger einen vielbesuchten Empfang im Amstelhotel in Amsterdam ab, der ihm Berühmtheiten aus der ganzen Welt als Patienten verschaffte. 1874/1875 wurde von ihm mit Unterstützung der schwedischen Prinzessin Louise ein neuer Kurort in Nieuwendam aufgebaut.
Von 1889 bis 1893 lebte Mezger in Wiesbaden und hatte dort mit Gustaf Berghman und Uno Helleday zwei Gehilfen, welche für ihn experimentelle Untersuchungen durchführten. Ab 1894 lebte er im Sommer in seiner Villa Irma in Domburg und im Winter in Paris.
Er war zweimal verheiratet (1868 und 1874), hatte einen Adoptivsohn und drei leibliche Kinder. Seine Tochter Sybilla (1869–1918) war Mutter von Irma von Drygalski, welche später Herbert Derwein heiratete.

## Leistungen

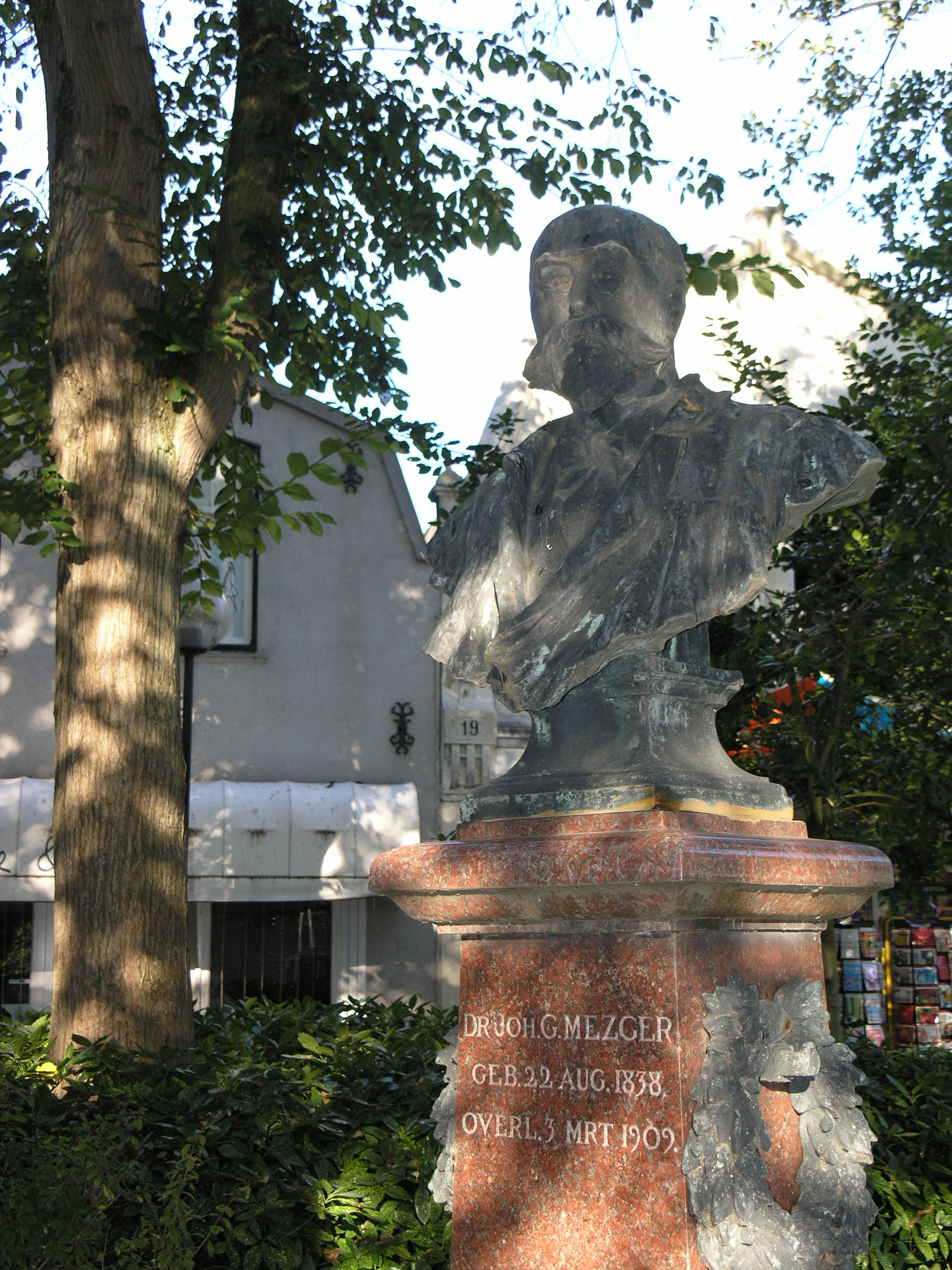
Büste von Mezger in Domburg

Schon im Rahmen seiner Promotion berichtete er ausführlich über den Einsatz und dem Erfolg von Massagetechniken. Er führte die Massage als Behandlung bei Verstauchungen später auch bei Lähmungen ein und erzielte damit Erfolge, die ihn schnell bekannt machten.
Er kategorisierte seine Techniken nach folgenden französischen Begriffen, welche heute immer noch Anwendung finden:
- Effleurage
- Pétrissage
- Frictions
- Tapotement
- Massage

Mezgers System wurde 1875 auf dem 4. Congress der Deutschen Gesellschaft für Chirurgie von Mosengeil vorgestellt. Mezger gilt als Wegbegleiter der medizinischen Massage und Vater der Schwedischen Massage.

## Patienten (Auswahl)
- 1870: Ältester Sohn von Wilhelm III.
- 1871: Gustav V. in Bonn
- 1885: Leo XIII.
- 1888: Joseph Joachim
- Elisabeth von Österreich-Ungarn
- Lionel Walter Rothschild
- Louise von Schweden-Norwegen

## Auszeichnungen (Auswahl)
- 1870: Offizier des Ordens der Eichenkrone
- 1871: Nordstern-Orden
- 1873: Sankt-Olav-Orden
- 1875: Ritter des Ordens vom Niederländischen Löwen
- 1878: Hausorden der Wendischen Krone

## Werke (Auswahl)
- De behandeling der voetverstuikingen met fricties, Dissertation, van Helden, 1868
- „Aan de moeders in Nederland“ en de polemiek hierover met Dr. H. Simons te Krommenie, 1882

## Lebensläufe
- Hermann Julius Meyer: Meyers Großes Konversations-Lexikon, Bibliographisches Institut, 1905
- Johann Georg Mezger of Amsterdam, the founder of scientific massage, Medical Life, Band 39, 1932
- Pieter Jan Kostelijk: Dr. Johann Georg Mezger 1838–1909 en zijn tijd, Universität Leiden, 1972